# Hannen Swaffer
Hannen Swaffer (1879 – 16 gennaio 1962) è stato un giornalista e critico teatrale britannico.
Studiò alla Stroud Green Grammar School, nel Kent. 
Iniziò a collaborare con il Daily Mail nel 1902. Fu redattore del Weekly Dispatch e contribuì a fare del Daily Mirror un quotidiano di larga diffusione. Fu redattore di The People e nel 1926 divenne critico teatrale per il Daily Express. Nel 1931 passò al Daily Herald.
Hannen Swaffer era socialista, tuttavia si ritirò dal Partito Laburista nel 1957. 
Fu anche un fedele dello spiritismo e nel 1932 fu tra i fondatori del settimanale Psychic News, ancora esistente.
Swaffer apparve anche in alcuni film: Death at Broadcasting House del 1934, Late Extra del 1935 e Spellbound del 1941. Prese parte anche al popolare programma della BBC The Brain Trust.
Morì a Londra nel 1962.